# Wallanlage Zahling
Die früh- oder hochmittelalterliche Wallanlage Zahling liegt etwa 600 Meter südöstlich der Pfarrkirche des Obergriesbacher Ortsteiles Zahling am Rande eines Neubaugebietes im Landkreis Aichach-Friedberg (Schwaben).

## Beschreibung
Südöstlich von Zahling springen einige Terrassen und Hügelsporne aus dem nördlichen Talhang aus. Der markanteste Vorsprung ist komplett bewaldet. Die Hänge scheinen künstlich abgesteilt worden zu sein. Das ovale Plateau der am Hügelfuß etwa 70 mal 50 Meter messenden Erhebung ist nahezu eben. Um den Hügel läuft eine – sich nach Süden absenkende – schmale Berme, die auch auf einen später angelegten Weg zurückgehen kann. Die Nordseite ist gegen den Talhang um etwa einen Meter erhöht. Ein eventuell ehemals vorhandener Graben wurde vollständig aufgefüllt.

## Zeitstellung und Zweckbestimmung
Die Zeitstellung der kleinen Wehranlage ist unklar. Der Ort Zahling dürfte im 7. oder 8. Jahrhundert n. Chr. angelegt worden sein. Es könnte sich sowohl um eine frühmittelalterliche Dorfschutzburg etwa aus der Zeit der Ungarneinfälle wie auch um einen hochmittelalterlichen Ansitz handeln. Die örtliche Überlieferung verlegt die Burg des Ortsadels jedoch ins „Mezgerholz“ westlich des Ortes (Sage vom Tannenbrünnerl). Hier soll noch im 19. Jahrhundert Baumaterial entnommen worden sein. 
Das Bayerische Landesamt für Denkmalpflege verzeichnet das Denkmal als Wallanlage vor- und frühgeschichtlicher Zeitstellung unter der Denkmalnummer D-7-7532-0037.
Eine ähnliche Wehranlage liegt nur etwa 1300 Meter südwestlich am Rande des Taitinger Holzes im Gelände (Abschnittsbefestigung im Taitinger Holz). Hier ist noch ein ungefähr 1,5 Meter hoher Abschnittswall mit Graben zu erkennen.